# مکس پریتو
مکس پریتو (اسپانیایی: Max Prieto‎; ۲۸ مارس ۱۹۱۹ – ۳۰ مهٔ ۱۹۹۸) بازیکن فوتبال اهل مکزیک بود.
از باشگاه‌هایی که در آن بازی کرده‌است می‌توان به باشگاه فوتبال گوادالاخارا و باشگاه فوتبال اطلس اشاره کرد.
وی همچنین در تیم ملی فوتبال مکزیک بازی کرده‌است.